# Nothofagus balansae
Nothofagus balansae (Baill.) Steenis – gatunek rośliny z rodziny bukanowatych (Nothofagaceae). Występuje naturalnie na Nowej Kaledonii. 

## Morfologia
PokrójZrzucające liście drzewo dorastające do 10–12 m wysokości. Korona drzewa jest rozpostarta.
LiścieBlaszka liściowa ma odwrotnie jajowaty kształt. Mierzy 4–10 cm długości oraz 1,5–4 cm szerokości, jest karbowana na brzegu, ma nasadę zbiegającą po ogonku i wcięty wierzchołek. Ogonek liściowy jest nagi i ma 6–8 mm długości.
OwoceOrzechy o brązowej barwie, osadzone po jednym w kupulach. Kupule powstają ze zrośnięcia dwóch liści przykwiatowych.

## Biologia i ekologia
Rośnie w lasach zrzucających liście. Występuje na wysokości do 1000 m n.p.m.